# Zuguo de Huaduo
Zuguo de Huaduo (xinès tradicional: 祖國的花朵, xinès simplificat: 祖国的花朵, pinyin: Zǔguó de Huāduǒ, literalment 'Flors de la pàtria') és una pel·lícula xinesa en del 1955, produïda per l'Estudi de cinema de Changchun. Coneguda per ser la primera pel·lícula dirigida als infants després de la creació de la República Popular, el film conta la vida dels estudiants de primària després de la fundació de la Xina maoista. A la pel·lícula es veia roba de colors amb l'objectiu d'inspirar esperança als espectadors.

## Història
A una escola primària de Beijing se segueix la vida d'una classe de quaranta alumnes que s'han unit als pioners.
L'1 de juny, els estudiants es reuneixen amb membres de l'Exèrcit de Voluntaris Populars al parc Zhongshan. El voluntari Yang Zhiping s'adona que dos estudiants no porten mocadors rojos, que simbolitzen els Joves Pioners del Partit Comunista de la Xina. Abans de marxar, anima els alumnes a estudiar molt, a ajudar-se els uns als altres i a intentar convertir-se en una classe modèlica.

## Llegat
- El títol de la pel·lícula "Flors de la pàtria", s'utilitza a la Xina per a referir-se al jovent.
- La cançó d'interludi "Rang women dang qi shuang jiang" es va convertir en una famosa cançó infantil,[2][3][1] arribant a aparéixer a llibres de text.